# Киржнер, Давид Миронович
Давид Миронович Киржнер (1887, г. Шепетовка Заславского уезда Волынской губернии — 1962, Москва) — советский учёный-горняк, специалист в области экономики и организации горного дела, профессор, заведующий кафедрой экономики, организации и планирования горной промышленности» Московского горного института (1936—1949). Горный генеральный директор III ранга.

## Биография
Родился в декабре 1887 г. в г. Шепетовка (Украина) в семье сезонного рабочего. В 1914 г. окончил Киевский коммерческий институт.
С 1916 по 1917 г. — заведующий частной технической конторой в Ленинграде. В 1917-1924 гг. занимал должность инженера на различных рудниках Донбасса. С 1924 по 1930 г. — инженер и ответственный выборный секретарь Центрального бюро инженерно-технической секции ЦК Союза горнорабочих.
В 1931 г. окончил экстерном инженерно-экономический факультет Московского горного института им. И.В. Сталина (сейчас - Горный институт НИТУ "МИСиС") с присвоением квалификации горного инженера-экономиста. Преподавал в МГИ с 1930 г. — вначале в должности ассистента, затем — доцента.
Одновременно с преподавательской работой с 1935 по 1937 г., с 1939 по 1941 г. и с 1943 по 1949 г. являлся деканом инженерно-экономического факультета. Внес большой вклад в развитие кафедры «Экономика, организация и планирование горной промышленности» МГИ, приложил немало усилий для составления рациональной программы подготовки инженеров-экономистов.
В мае 1938 г. в Днепропетровском горном институте Д.М. Киржнеру присуждена ученая степень кандидата технических наук без защиты диссертации. В декабре 1939 г. решением Высшей аттестационной комиссии Д.М. Киржнер утвержден в ученом звании профессора по кафедре «Организация производства горной промышленности».
В 1943-44 работал в Бюро генерального плана восстановления Донбасса.
В сентябре 1949 г. освобожден от обязанностей декана инженерно-экономического факультета и заведующего кафедрой по состоянию здоровья, но продолжил работать на кафедре в качестве преподавателя и научного сотрудника.
Скончался в 1962 г., похоронен на Введенском кладбище (20 уч.).

## Научная и образовательная деятельность
Д.М. Киржнер внёс значительный вклад в организацию и планирование производства в горной промышленности CCCP, в анализ резервов роста производительности труда. Им изданы учебники по экономике и организации горной промышленности.
За годы работы в Московском горном институте Д.М. Киржнер неоднократно командировался в различные высшие учебные заведения и промышленные предприятия — консультантом и ответственным исполнителем экономических разделов по договорам, заключенным с руководством данных предприятий, с целью сбора материалов для научно-исследовательской деятельности, и т.д. Работал во многих городах Советского Союза: Тула, Сталиногорск, Курск, Белгород, Ленинград, Донецк, Харьков, Рига, Тбилиси и др. Подготовил несколько кандидатов наук. 
Д.М. Киржнер является автором свыше 25 научных работ, в том числе: учебников «Развитие горной техники и горной науки в первой половине XX столетия», «Развитие советской горной техники», «Организация производства и циклическая работа в шахте», «Материалы к технико-экономическим расчетам по восстановлению шахт Донбасса» и др.; научно-исследовательских работ: «Технические требования, предъявляемые к продукции горной промышленности», «Труды Комиссии по изучению производительности труда в каменноугольной промышленности», «К методологии составления общешахтного графика», а также ряда статей, брошюр, рецензий по разным технико-экономическим вопросам горной промышленности.

## Признание
В 1949 г. за плодотворную работу в горной промышленности СССР Д.М. Киржнер был награжден орденом Трудового Красного Знамени, годом ранее ему было присвоено звание Горного генерального директора Ш ранга.